# Henry Bryant
Henry Bryant (12 de mayo de 1820 – 2 de febrero de 1867) fue un médico y naturalista estadounidense, abuelo del oceanógrafo y biólogo marino Henry Bryant Bigelow. Nació en Boston y se graduó en 1843 de la Escuela Médica de Harvard. En 1847, problemas de salud lo obligaron a dejar la medicina y se avocó entonces a la historia natural, particularmente a la ornitología. Fue miembro del Megatherium Club, un grupo de jóvenes naturalistas en el seno del recientemente fundado Instituto Smithsoniano. Recolectó aves de Florida, las Bahamas, Ontario, Labrador, Carolina del Norte, Cuba, Jamaica y Puerto Rico.
Bryant sirvió como cirujano en el 20.º Regimiento de Voluntarios de Massachusetts durante la guerra civil estadounidense y resultó herido en la Segunda batalla de Bull Run. Abandonó su empresa antes de la finalización de la guerra debido a problemas de salud y viajó a Europa. Compró la colección de aves de Francia de Frédéric de Lafresnaye y la donó a la Sociedad de Historia Natural de Boston. Falleció en Puerto Rico.